# Tianjin World Financial Center
Tianjin Tower, Jin Tower (en chino tradicional, 津塔), o Tianjin World Financial Center es un rascacielos moderno situado en Tianjin, China. La torre tiene 336,9 metros (1 105 pies) y tiene 75 pisos. El edificio fue terminado en el año 2011.

## Galería

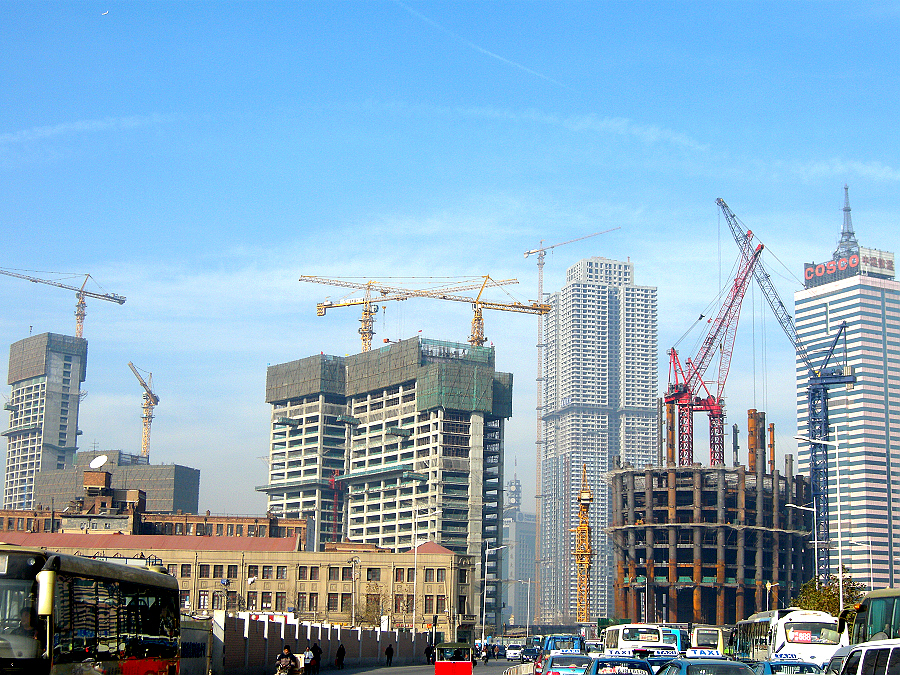
28 de diciembre de 2008
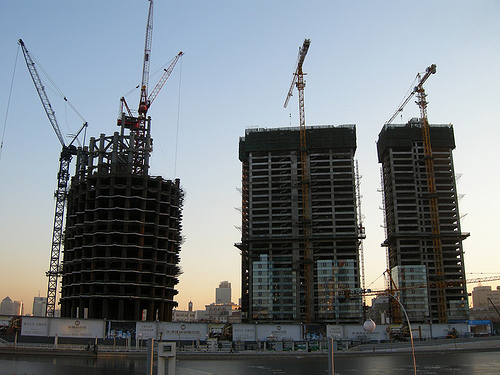
6 de enero de 2009
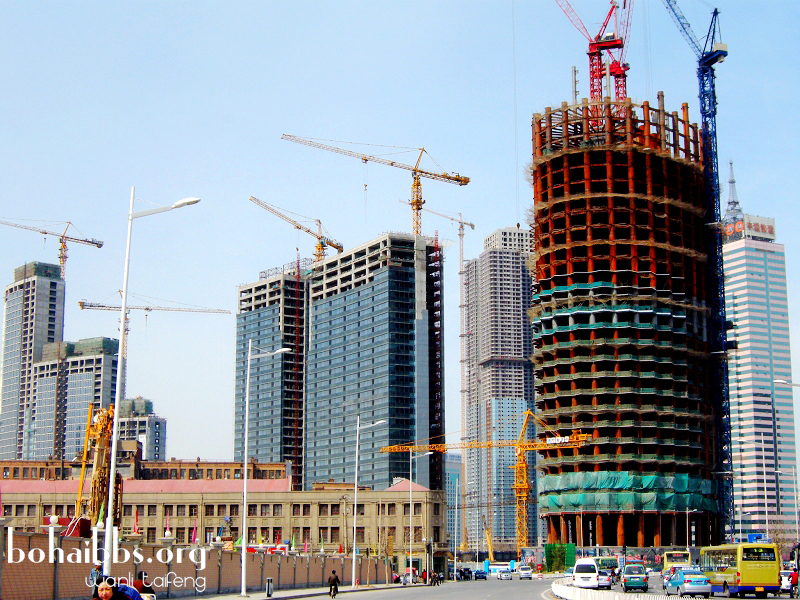
26 de marzo de 2009
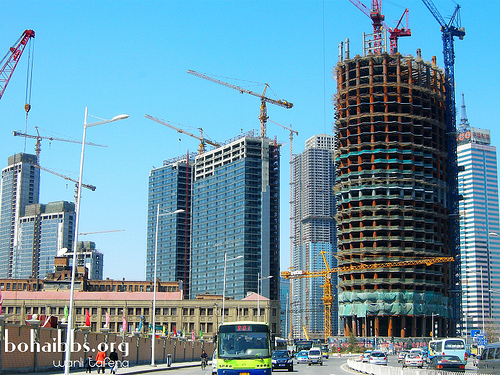
1 de abril de 2009
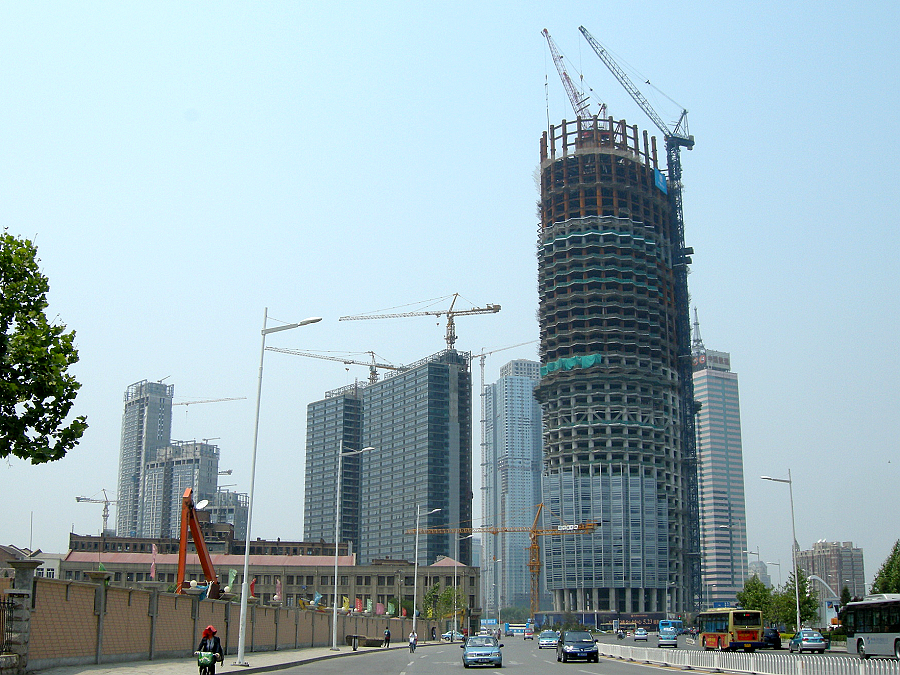
7 de mayo de 2009
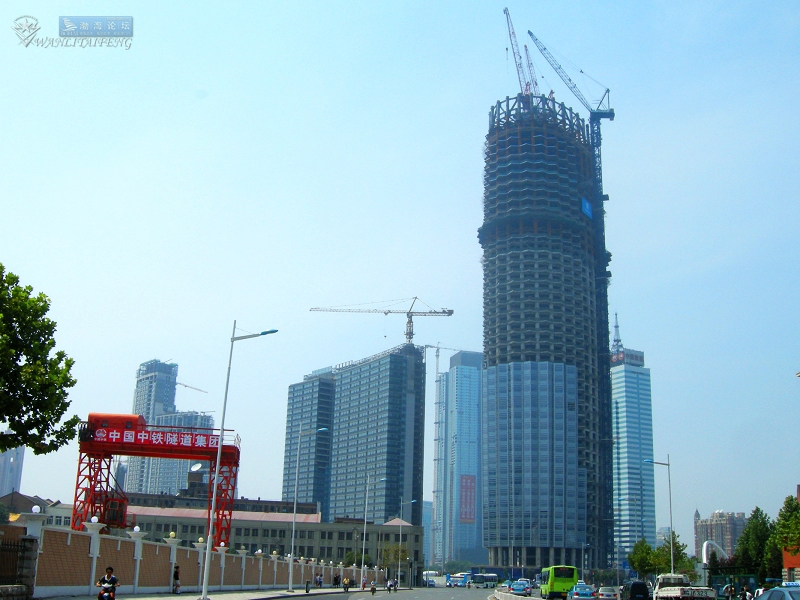
10 de julio de 2009
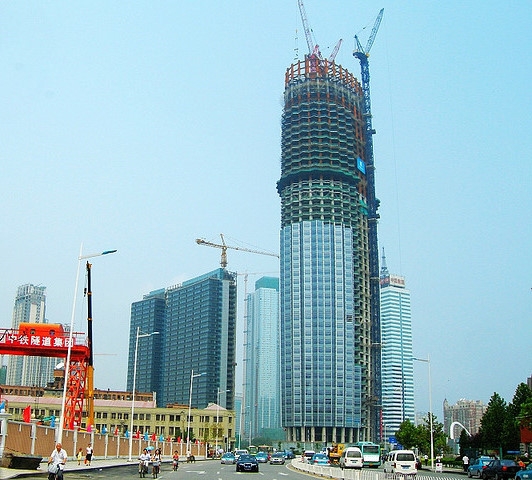
31 de julio de 2009
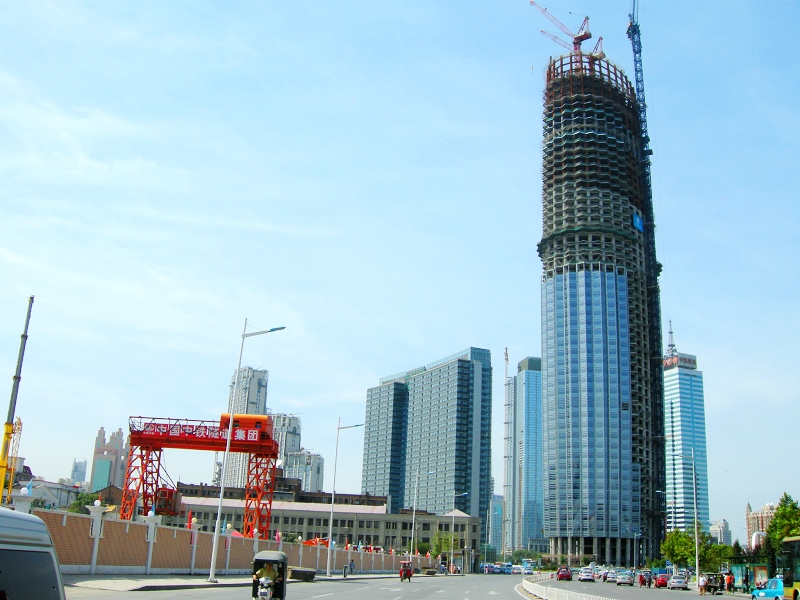
28 de agosto de 2009
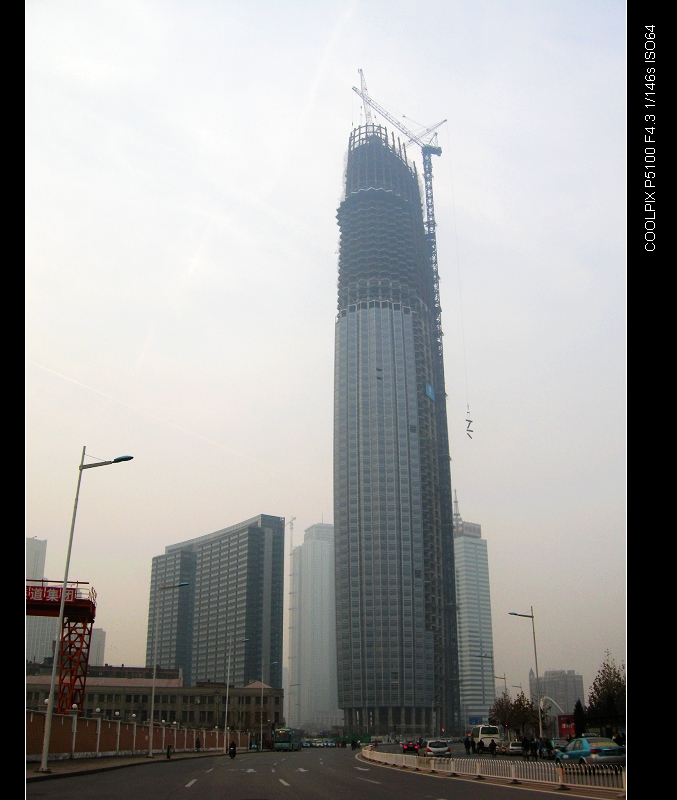
26 de noviembre de 2009
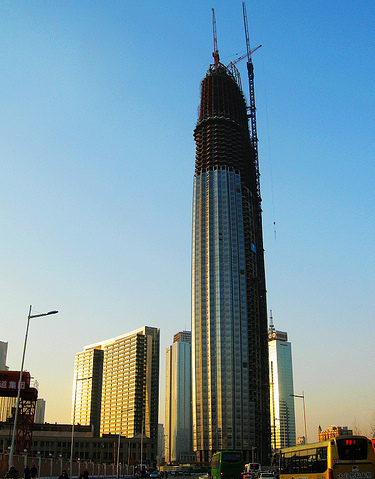
31 de diciembre de 2009